# SteepleChase Records
SteepleChase Records ist ein 1972 von Nils Winther (* 1944) in Kopenhagen gegründetes dänisches Jazz-Label. Nach Richard Cook ist es eines der führenden europäischen Independent-Label im Bereich des Modern Jazz.
Winther, damals Student in Kopenhagen, nahm unter Vermittlung von Kenny Drew senior den Auftritt des Jackie McLean Quartetts im Jazzhus Montmartre auf, woraus die erste Platte „Jackie McLean Quartet – Live at the Montmartre“ entstand, die er mit dem Geld aus seinem Stipendium in 500er-Auflage herausbrachte. Als er im Anschluss daran mit McLean 1974 Aufnahmen in New York machte, stieß Andrew Hill, der schon fünf Jahre zuvor seinen Blue-Note-Records-Kontrakt verloren hatte, dazu. 1974 begann auch die Zusammenarbeit des Labels mit dem in Kopenhagen lebenden Dexter Gordon („The Apartment“). Weitere Musiker des Labels sind Horace Parlan, Duke Jordan („Flight to Denmark“ 1973), Chet Baker, Stan Getz, Archie Shepp, Thad Jones, Vic Juris und Niels-Henning Ørsted Pedersen. Das Label ist vorrangig an Bebop und den sich daraus entwickelnden Tendenzen interessiert; nur wenige Alben, etwa von Anthony Braxton, Paul Bley (Notes on Ornette, 1998) oder Lee Konitz weisen in die Avantgarde. Die Alben sind alle von Winther produziert.